# Papillacarus abchasicus
Papillacarus abchasicus är en kvalsterart som beskrevs av Tarba 1985. Papillacarus abchasicus ingår i släktet Papillacarus och familjen Lohmanniidae. Inga underarter finns listade i Catalogue of Life.